# Bahrain Football Association
Bahrain Football Association (arabisch الاتحاد البحريني لكرة القدم, DMG al-ittiḥād al-baḥrainī li-kurat al-qadam, BFA) ist der bahrainische Fußballverband. 
Der Fußballverband Bahrains wurde 1957 gegründet. Im Jahr 1966 trat der kleine Staat der FIFA und drei Jahre später der Asian Football Confederation bei. Die Bahrainische Fußballnationalmannschaft nahm bislang immerhin an drei Fußball-Asienmeisterschaften teil (1988, 2004 u. 2007). Als Verbandspräsident amtierte von 2002 bis 2013 Salman bin Ibrahim Al Chalifa.
Der Verband leitet die Bahraini Premier League und kümmert sich um die Organisation der Spiele der bahrainischen Fußballnationalmannschaft und deren Jugendmannschaften.